# Џин Тирни
Џин Тирни (енгл. Gene Tierney; Бруклин, 19. новембар 1920 — Хјустон, 6. новембар 1991) је била америчка глумица.

## Филмографија
| Улоге Џин Тирни |                    |               |           |          |
| Година          | Српски назив       | Изворни назив | Улога     | Напомена |
| 1944.           | Лора               |               | Лора Хант |          |
| 1947.           | Дух и госпођа Мјур |               | Луси Мјур |          |
| 1955.           | Лева рука Бога     |               | Ен Скот   |          |